# Gu Fangzhou
Gu Fangzhou (chinês: 顧方舟, Wade–Giles: Ku Fang-chou; junho de 1926 — Pequim, 2 de janeiro de 2019) foi um virologista chinês, conhecido por desenvolver vacinas orais contra poliomielite e erradicar a poliomielite em seu país.

## Biografia
Gu matriculou-se na Universidade de Pequim para obter um Bachelor of Medicine, Bachelor of Surgery (MBBS) em 1944. Foi para a União Soviética estudar virologia de 1951 a 1955. Envolveu-se no estudo do vírus da poliomielite em 1957.
Conseguiu desenvolver a primeira vacina doméstica inativada contra a poliomielite em 1960, e a vacina oral contra poliomielite trivalente mais tarde. Foi presidente do Peking Union Medical College de 1984 a 1993. Foi o primeiro presidente da Sociedade Chinesa para Imunologia.
Morreu em 2 de janeiro de 2019 em Pequim, aos 92 anos de idade.